# 盧喬·達拉
盧喬·達拉（義大利語：Lucio Dalla，義大利語發音：[ˈluːtʃo ˈdalla]，1943年3月4日—2012年3月1日），男性，義大利流行樂創作歌手、作曲家、音樂家與演員。
盧喬·達拉在1960年代時，深受爵士樂薰陶，蛻變成為具有影響力、且賦有創意的義大利歌手之一。他不斷尋找新的視野與挑戰，以豐富的好奇心探索各種不同的曲風，又樂於與來自不同國家的藝術家合作或合唱。在他近半個世紀的職業生涯，喜歡演奏鍵盤樂器、單簧管與薩克斯風，以呈現他那澎湃的情感。
盧喬·達拉的創作豐富多樣，從英式節拍（British Beat）、靈魂樂、各種實驗性音樂，以及歌劇的詞曲創作，盛名遠至義大利國外，他所創作的歌曲，有些被翻譯成不同語言版本，例如奥莉維亞·紐頓-強於1988年發行的《謠言》（The Rumour）專輯中收錄了〈這一生〉（Tutta la vita）一曲，達拉創作的另外一首歌曲〈1943年3月4日〉（4 Marzo 1943），則被巴西著名作家歌手奇科·布華奇（葡萄牙語：Chico Buarque）翻譯成〈我的歷史〉（Minha historia），又〈如果我是唱詩歌的天使〉（Se io fossi un angelo, Canzone）被西班牙著名女歌手安娜·貝倫（Ana Belén）翻譯為西班牙文的〈如果我是唱詩歌的天使〉（Si Yo Fuera un Ángel, Canción），至於名曲〈卡羅索〉（Caruso），更被各國著名藝人演唱或翻譯，包括有胡里奧·伊格萊西亞斯（Julio Iglesias）、帕瓦羅蒂（Luciano Pavarotti）、恩里克·坎德拉（Enrique Candela）唱西班牙語版、赫爾穆特·洛蒂（Helmut Lotti）唱英語版、蜜海兒·瑪蒂（Mireille Mathieu）唱法語版、理查德·加利亞諾（Richard Galliano）演奏版。

## 生平

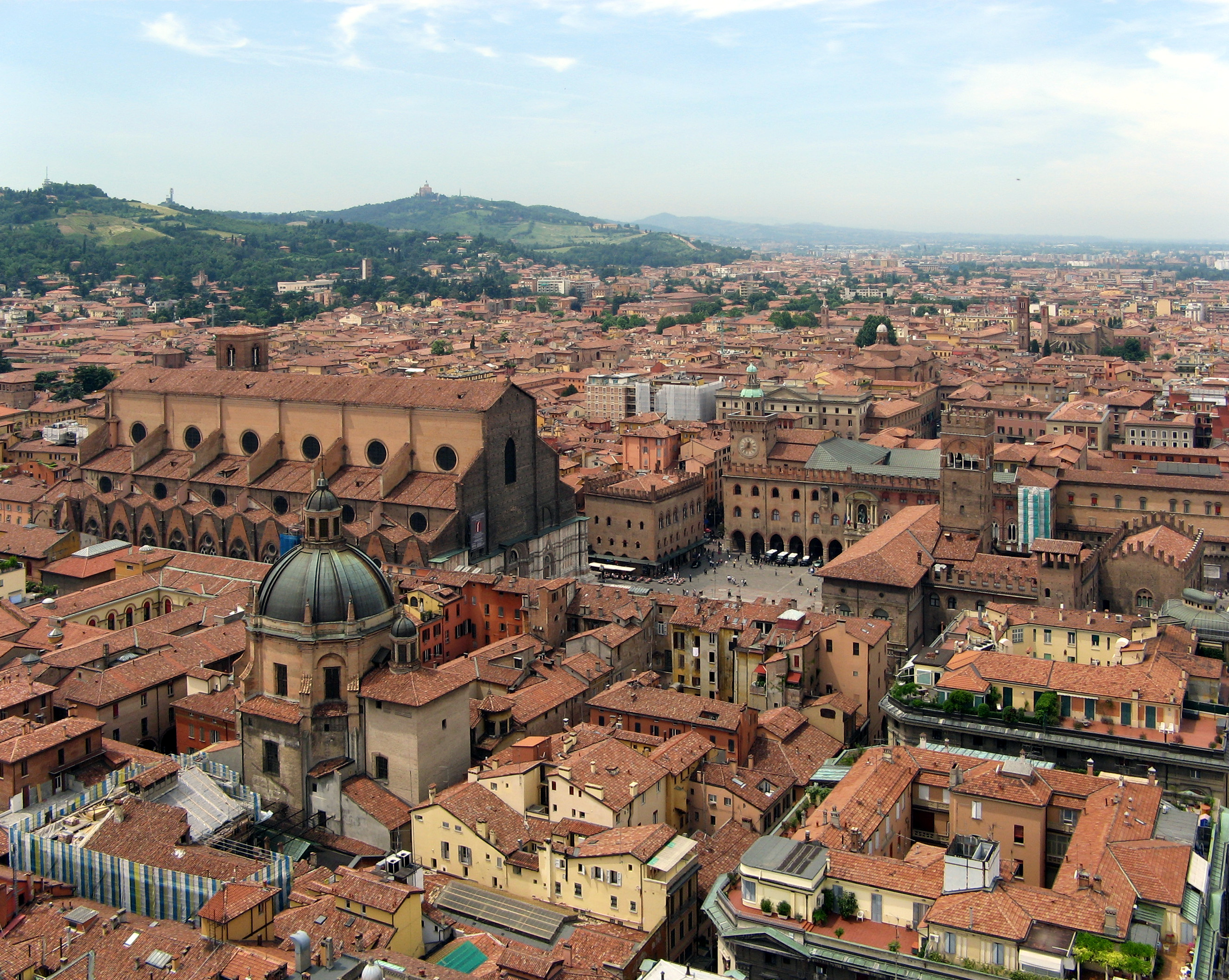
2006年的博洛尼亞市區

### 早年
盧喬·達拉在義大利博洛尼亞出生，父親祖瑟沛·達拉（Giuseppe Dalla）是當地攝影社的經理（達拉曾在《海有多深》專輯中，提到“父親，你是一個捕獵鵪鶉和野雞的能手......”），母親尤莉·美諾蒂（Iole Melotti）在家裡兼職裁縫（《變化》專輯封面有達拉母親的肖像），盧喬·達拉童年一直在博洛尼亞生活。1950年時父親死於癌症，達拉的母親決定搬到特雷維索，入住皮奧十世主教書院（Collegio Vescovile Pio X），讓達拉接受教育，達拉在此度過小學歲月，並在不同的學校表演。1980年代達拉接受訪問，回憶起他的父親時曾說：「當時我 7 歲......一種失落的痛苦，我自憐與傷痛地對自己說：現在你就像一隻狗」，另一則訪問則說：「所以，我學會了自己獨處的方式，平日去嘗試、去整理、去生活，當獨處時的最大幸福，好好去看書是必要的。」
盧喬·達拉有一叔叔阿里奧丹特·達拉（Ariodante Dalla），是一位在1940到50年代很受歡迎的歌手，盧喬·達拉從小就學會拉手風琴。雖然達拉的母親也認為自己的小孩愛表演與藝術天份是家族遺傳，但她從來就沒有打消過要阻止達拉進入樂壇，曾帶著11歲的達拉到博洛尼亞一間心理研究機構，進行能力性向測驗，後來再送達拉到羅馬繼續升學，然而達立無心向學，情願四處溜達或做音樂，結果中綴了學業，當上了會計的工作，之後才通過高中常規與高中語文測驗。

### 青年時期
盧喬·達拉10歲時，曾去普利亞找他母親的裁縫友人，這位友人的丈夫送給了達拉一支雙簧管當生日禮物，他很快便學會如何演奏。年青的達拉從羅馬回到博洛尼亞，在當地一些業餘的爵士樂團演奏單簧管，後來為成為博洛尼亞著名廉努·迪克西蘭樂隊（Rheno Dixieland Band，即今）的固定成員，樂隊成員還有日後成為導演的普皮·阿瓦蒂（Pupi Avati），阿瓦蒂訪談式自傳中曾笑說，他離開樂隊是因為被達拉的天賦所壓倒，他曾表示其2005年發行的電影《女孩何時出現？》（Ma quando arrivano le ragazze?），靈感是來自於與達拉的友誼。多年後兩位藝術家朋友相聚，阿瓦蒂邀請達拉參與《男爵的瑪祖卡，神聖的無花果》（La mazurka del barone, della santa e del fico fiorone）電影演出，要角有烏戈·托格內茲（Ugo Tognazzi）和保羅·威伊拉治奧（Paolo Villaggio），在同一時期，還是無名小卒的達拉，有幸與美國傳奇小號手查特·貝克（Chet Baker），以及幾位有名的爵士樂手同台演奏。
1960年，廉努·迪克西蘭樂隊曾參加法國昂蒂布的爵士音樂節，贏得傳統爵士樂組第一名，達拉的表現引起來自羅馬的羅馬第二紐奧爾良爵士樂隊（Second Roman New Orleans Jazz Band）所注意，1961年，達拉受邀參加了此樂隊的錄音，他以單簧管參與演奏泰事達（Telstar）一曲，收錄在一張由 RCA 唱片公司發行的 45轉唱片中，這是達拉的第一份錄音作品。1962年底，達拉加入了「踏板樂團」（Flippers）擔任主唱，曾與艾多阿朵·威伊安尼洛（Edoardo Vianello）合作，1962年他們樂團獲得一紙合約，也是達拉的第一份合約，不久後他們便到都靈，在「盧特拉里奧之王」（Le Roi Lutrario）的歌廳，展開了與威伊安尼洛的合作工作，由於達拉有赤腳穿鞋表演的習慣，但業主不允許，認為沒有襪子是不稱職的，有一次他忘了穿襪子，隊員把他的腳上油漆，讓他看起來像有穿襪子。這段期間，踏板樂團的演出，不斷在義大利廣播電視公司輪播，年青的達拉負責演唱與演奏單簧管。
1963年威伊安尼洛帶著踏板樂團參加坎塔吉羅（Cantagiro）音樂節，演唱〈華圖斯〉（I Watussi）一曲，同時另一參賽歌手吉諾·保利（Gino Paoli）聽到了盧喬·達拉的聲音特質，勸達拉去摸索獨唱生涯，嘗試成為義大利第一的靈魂樂獨唱歌手。

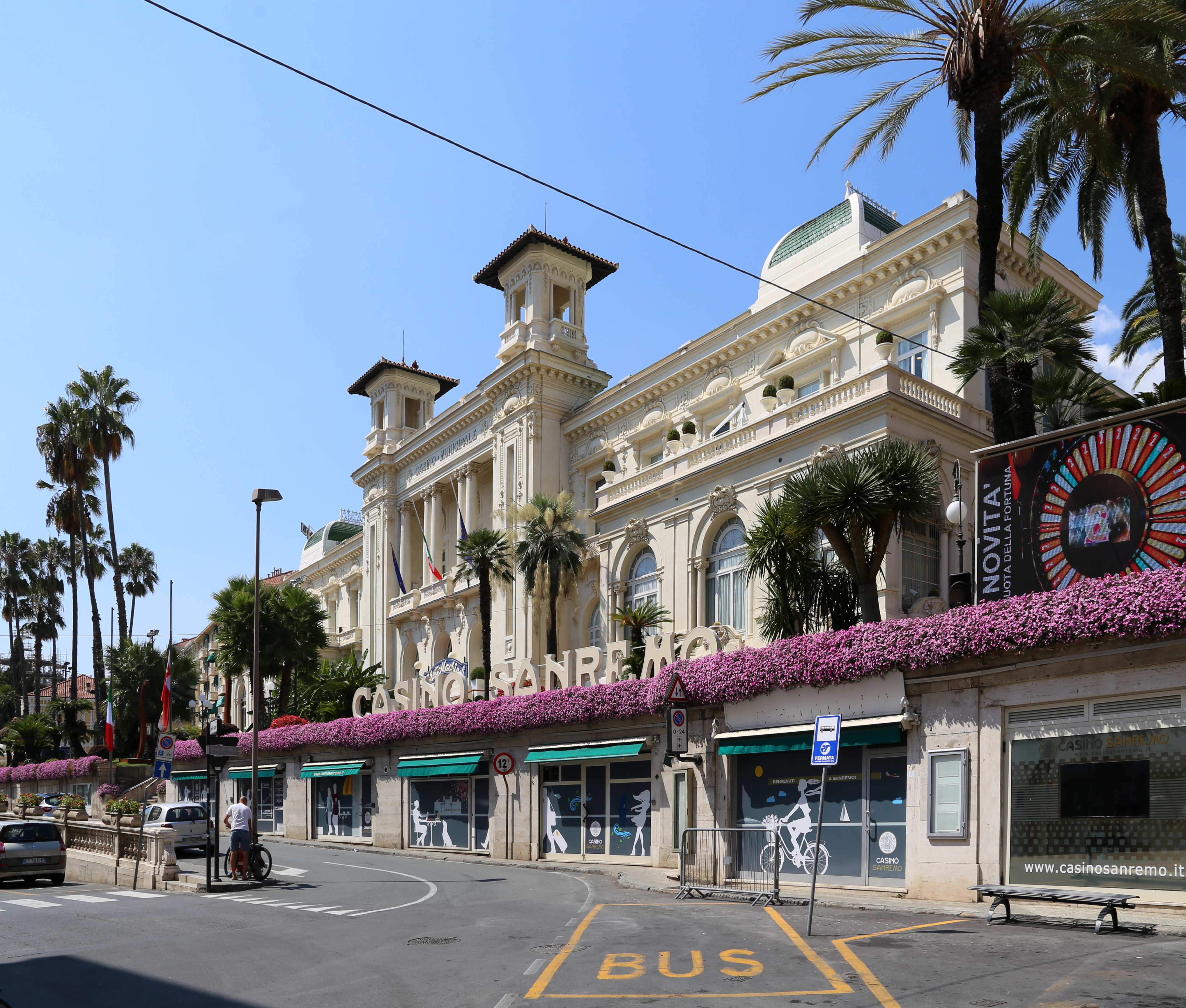
舉辦聖雷莫音樂節的聖雷莫賭場

然而，1965年達拉在康達基羅（Cantagiro）音樂節首次以歌手亮相時，卻並不成功，可能是因為外表以及他的音樂，在當時來說被認為是過於充滿實驗性。他的首張單曲是改編美國傳統民謠《不小心愛戀》（Careless Love）為義大利語，以及翌年發表的首張專輯《1999》都告失敗。直至1970年發行的第二張專輯《蓋波拉的土地》（Terra di Gaibola；蓋波拉是博洛尼亞的一個行政區），收錄有達拉的早期經典作品，其首打歌曲〈1943年3月4日〉（4 Marzo 1943），在聖雷莫音樂節（Festival della Canzone Italiana di Sanremo）取得一定的成功；此曲原名為〈耶穌聖嬰〉（Gesù bambino），但礙於當時仍有僵化的內容檢查制度，因此改用達拉的出生日期來命名。〈大廣場〉（Piazza grande）為達拉在另一次聖雷莫音樂節所演唱的成功作品。

### 與羅維斯的合作

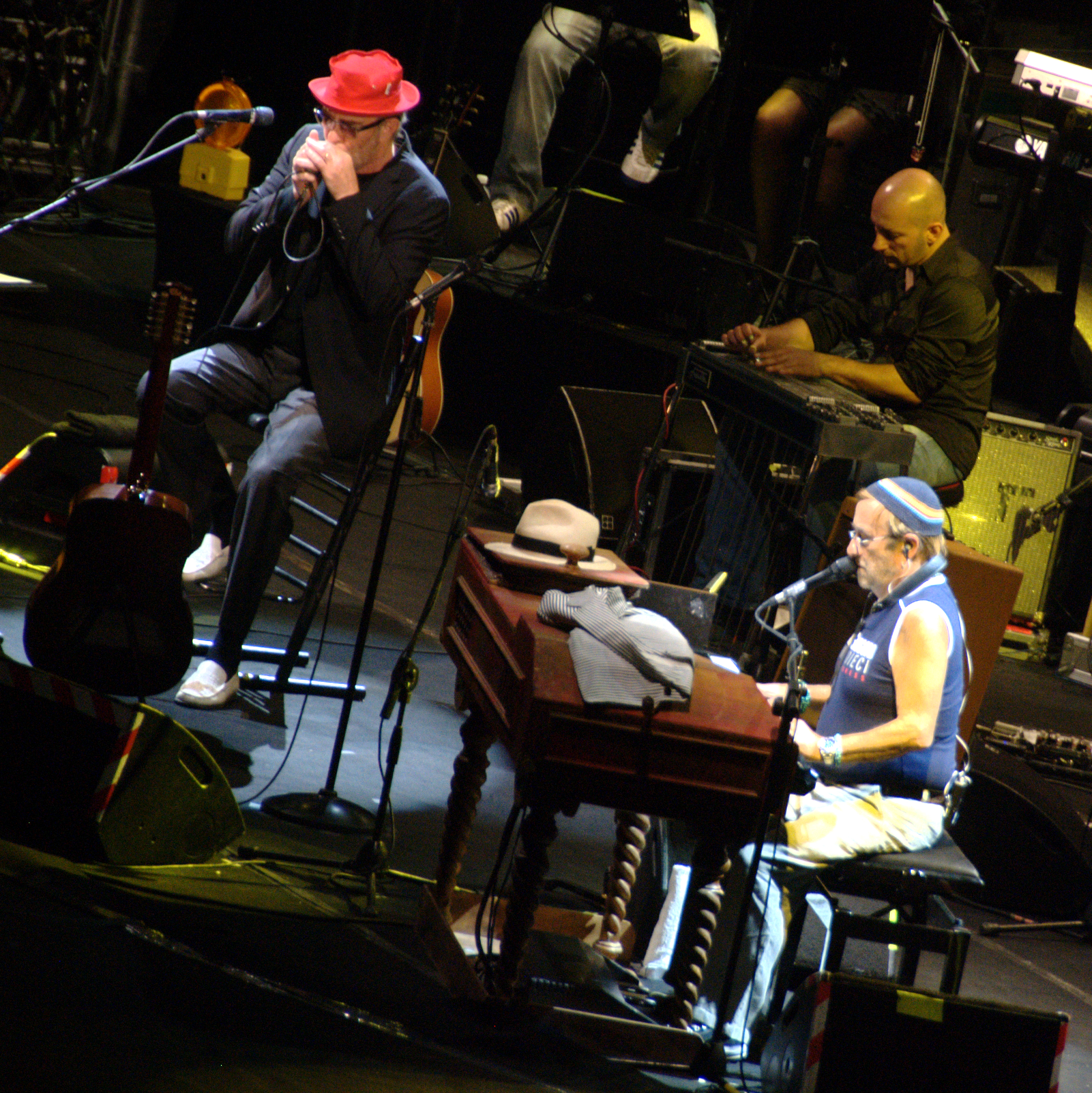
盧喬·達拉（右下）和弗朗切斯科·德·格雷戈里（左上），在帕多瓦帕拉法布里斯的音樂會

盧喬·達拉作出了他職業生涯決定性的一步，與波隆尼詩人羅伯托·羅維斯（Roberto Roversi）合作，羅維斯為達拉後來的 3 張專輯撰寫歌詞：1973年的《有五個頭的那天》（Il giorno aveva cinque teste）、1975年的《二氧化硫》（Anidride solforosa）、1976年的《汽車》（Automobili）。雖然這幾張專輯沒有大賣，但羅維斯的歌詞，與達拉的即興式演出、實驗性的曲折、以及作曲技巧，如此特殊的組合引起評論家的注意。可是兩人的關係在《汽車》概念專輯發行時已告破裂，羅維斯反對發行專輯，他改用筆名納奧立蘇（Norisso）來登記歌曲，而這些歌曲，還包括了達拉最流行的歌曲之一：〈努沃拉里〉（Nuvolari），這首歌是以1930年代義大利著名賽車手塔治奧·努沃拉里（Tazio Nuvolari）為名。

### 成為創作歌手
與羅維斯合作結束後，達拉決定自己來撰寫歌詞，於1977年發行了這個階段首張專輯《海有多深》（Com'è profondo il mare），合作的樂手是後來流行樂隊「體育場」（Stadio）的成員，其中尤以〈這歡樂〉（Quale allegria）最為熱門。1979年，達拉與創作歌手弗朗切斯科·德·格雷戈里（Francesco De Gregori）、友人羅恩（Rosalino "Ron" Cellamare）以及他的樂隊巡迴演出，後將現場表演錄製成專輯《香蕉共和國》（Banana Republic）更奠定了達拉的流行地位。另一首（1990年的）熱門單曲〈當心有狼〉（Attenti al Lupo）為他帶來遍及全歐洲的成功。後來（於1992年）達拉受邀上「帕瓦羅蒂與好友們」的演唱會，與帕瓦羅蒂（Luciano Pavarotti）合唱達拉所創作的熱門歌曲〈卡羅索〉（Caruso）。

### 死訊
2012年3月1日的早上，離 69 歲生日尚有3天，盧喬·達拉在蒙特勒一家酒店用過早餐後不久，因心肌梗塞不治去世，前一天晚上他才剛在蒙特勒完成了一場表演。

## 作品

### 唱片

#### 專輯
- 1966年 - 《1999》（ARC，SA 16）
- 1970年 - 《蓋波拉的土地》（Terra di Gaibola；RCA 義大利，PSL 10462）
- 1971年 - 《我家的故事》（Storie di casa mia；RCA 義大利，PSL 10506）
- 1973年 - 《有五個頭的那天》（Il giorno aveva cinque teste；RCA 義大利，DPSL 10583）
- 1975年 - 《二氧化硫》（Anidride solforosa；RCA 義大利，TPL 1-1095）
- 1976年 - 《汽車》（Automobili；RCA 義大利，TPL 1-1202）
- 1977年 - 《海有多深》（Come è profondo il mare；RCA 義大利，PL 31321）
- 1979年 - 《盧喬·達拉》（Lucio Dalla；RCA 義大利， PL 31424）
- 1980年 - 《達拉》（Dalla；RCA 義大利，PL 31537）
- 1981年 - 《盧喬·達拉-Q碟》（Lucio Dalla (Q Disc)；RCA 義大利，PG 33420）
- 1983年 - 《1983》（RCA 義大利， PL 31692）
- 1984年 - 《旅行團》（Viaggi organizzati；Pressing，ZPLPS 34219）
- 1985年 - 《謊言》（Bugie；Pressing，ZL 70960）
- 1985年 - 《盧喬·達拉 馬可·迪·馬可》（Lucio Dalla Marco Di Marco；Fonit Cetra，ALP 2008；與馬可·迪·馬可（Marco Di Marco））
- 1988年 - 《達拉 / 莫蘭迪》（Dalla/Morandi；RCA， PL 71778 (2)；與詹尼·莫蘭迪（Gianni Morandi））
- 1990年 - 《改變》（Cambio；Pressing，ZL 74761）
- 1993年 - 《漢娜》（Henna；Pressing，74321-18293-2）
- 1996年 - 《歌曲》（Canzoni；Pressing，74321 40062 2）
- 1999年 - 《你好》（Ciao；Pressing，74321 696362）
- 2001年 - 《月之馬塔娜》（Luna Matana；Pressing，74321 892912）
- 2003年 - 《盧喬》（Lucio；Pressing，82876570272）
- 2007年 - 《我面對》（Il contrario di me）
- 2009年 - 《天空一隅》（Angoli nel cielo）

#### 海外專輯
- 1988年 - 《在歐洲》（In Europa；Ariola；與詹尼·莫蘭迪）

#### 合輯
- 1976年 - 《3月4日與其他故事》（4 marzo e altre storie；RCA 義大利 - 第三線系列，TNL-1 3005）
- 1979年 - 《盧喬·達拉現象》（Quel fenomeno di Lucio Dalla；RCA 義大利 - 第三線系列，NL 33140）
- 1980年 - 《盧喬·達拉第一》（Il primo Lucio Dalla；RCA 義大利 - 第三線系列，NL 33145）
- 1981年 - 《都靈、米蘭及四週》（Torino, Milano e dintorni；RCA 義大利 - 第三線系列，NL 33177）
- 1983年 - 《盧喬·達拉的專輯》（L'album di...Lucio Dalla；RCA 義大利，ML 33383；三專輯）
- 1985年 - 《盧喬·達拉精選》（The Best of Lucio Dalla；RCA 義大利，PL 70039）
- 1987年 - 《遊戲與愛情》（Per gioco e per amore；RCA 義大利）
- 1992年 - 《2000年引擎》（Il motore del 2000；RCA 義大利，PD 75431）
- 2002年 - 《寫給親愛的朋友》（Caro amico ti scrivo）
- 2006年 - 《12000號衛星》（12000 lune；Pressing, 82876897492）
- 2011年 - 《這就是愛》（Questo è amore）

#### 現場錄音
- 1969年 - 《巧妙？》（Geniale?；RCA 義大利；1969至70年間一些未公佈的現場錄音）
- 1975年 - 《1974年9月2日博洛尼亞 - 現場表演》（Bologna 2 settembre 1974 (dal vivo)；RCA 義大利，TCL 2-1110；與弗朗切斯科·德·格雷戈里、安東內洛·凡第替、以及瑪麗亞·蒙蒂）
- 1978年 - 《現場@RTSI》（Live @ RTSI；瑞士RTSI電視台 5020912，現場錄音）
- 1979年 - 《香蕉共和國》（Banana Republic；RCA 義大利，PL 31466；與弗朗切斯科·德·格雷戈里）
- 1986年 - 《達拉美利卡羅索》（DallAmeriCaruso；RCA 義大利，PL 71181）
- 1992年 - 《阿門》（Amen；Pressing，現場）
- 2008年 - 《盧喬達拉現場 - 雪與月》（LucioDallaLive - La neve con la luna）
- 2010年 - 《工作進度》（Work in Progress；與弗朗切斯科·德·格雷戈里）

#### 45圈
- 1962年 - 《泰事達/麥迪遜：盪鞦韆》（Telstar/Madison: a swingin' time；RCA 義大利，PM 3164；與第二羅馬新奧爾良爵士樂隊共同錄製）
- 1964年 - 《她（不是我）/但在今晚》（Lei (non è per me)/Ma questa sera；ARC，AN 4008）
- 1965年 - 《哭的時間/世上我只要你》（L'ora di piangere/Io al mondo ho solo te；ARC，AN 4037）
- 1966年 - 《啪...嘣！/我沒有這樣哭過》（Pafff... bum!/Io non ho pianto mai così；ARC，AN 4072）
- 1966年 - 《今晚一如既往/我不會》（Questa sera come sempre/Io non ci sarò；ARC，AN 4084）
- 1966年 - 《拉鋸/Cool Jerk》（See-Saw/Cool Jerk；ARC，AN 4091，發表於「The Group」）
- 1966年 - 《當我是一名軍人/邪惡的世界》（Quando ero soldato/Tutto il male del mondo；ARC，AN 4101）
- 1967年 - 《必須知道如何失去/盧喬去哪裡》（Bisogna saper perdere/Lucio dove vai；ARC，AN 4113）
- 1967年 - 《這不是秘密/將通過》（Non è un segreto/Passerà passerà；ARC，AN 4119）
- 1967年 - 《天空/1999》（Il cielo/1999；ARC，AN 4128）
- 1968年 - 《且說我愛你/如果沒有你》（E dire che ti amo/Se non avessi te；ARC，AN 4148）
- 1968年 - 《你的臉黑黑的/甚麼是邦尼蒂？》（Hai una faccia nera nera/Cos'è Bonetti?；ARC，AN 4154)
- 1969年 - 《讓男人只是一個女人/...但沒有》（Per fare un uomo basta una ragazza / ...e invece no；ARC，AN 4171）
- 1970年 - 《西爾維/奧菲歐比安科》（Sylvie/Orfeo bianco；RCA 義大利，PM 3522）
- 1971年 - 《1943年4月3日/河流和城市》（4-3-1943/Il fiume e la città；RCA 義大利，PM 3578）
- 1971年 - 《海的房子/伊薩卡》（La casa in riva al mare/Itaca；RCA 義大利，PM 3588）
- 1971年 - 《上校/巨人和女孩》（Il colonnello/Il gigante e la bambina；RCA 義大利，PM 3610）
- 1972年 - 《大廣場/平原的修道院》（Piazza Grande/Convento di pianura；RCA 義大利，PM 3638）
- 1972年 - 《哥倫布的航線/像我這樣的一個人》（Sulla rotta di Cristoforo Colombo/Un uomo come me；RCA 義大利，PM 3651）
- 1974年 - 《安娜·貝爾安娜/零號件》（Anna bell'Anna/Pezzo zero；RCA 義大利，TPBO 1003）
- 1975年 - 《二氧化硫/你講了美妙的語言》（Anidride solforosa/Tu parlavi una lingua meravigliosa；RCA 義大利，TPBO 1105）
- 1976年 - 《努沃拉里/千禧年的引擎》（Nuvolari/Il motore del duemila；RCA 義大利，TPBO 1189）
- 1977年 - 《這歡樂/小狗阿爾弗雷多》（Quale allegria/Il cucciolo Alfredo；RCA 義大利，PB 6157）
- 1978年 - 《但如何當水手/會是什麼》（Ma come fanno i marinai/Cosa sarà；RCA 義大利，PB 6265，與弗朗切斯科·德·格雷戈里）
- 1981年 - 《親愛的/跳舞 跳舞 舞蹈家》（Cara/Balla balla ballerino；RCA 義大利，RCA Italiana, PB 6507）
- 1988年 - 《告訴告訴我/下午在辦公室》（Dimmi Dimmi/Pomeriggio in ufficio；RCA 義大利，PB 42251）
- 2002年 - 《海有多深/距離》（Come è profondo il mare/La distanza；維珍，7243 5 46386 2 6；第一首由蒂羅曼吉努（Tiromancino）演唱）

### 電影
- 1965年 - 《這是一個瘋狂，瘋狂的歌曲世界》（Questo pazzo, pazzo mondo della canzone），導演：布魯諾·科爾布奇（Bruno CorbucciCorbucci）和治奧凡尼·格里馬爾迪（Giovanni Grimaldi）
- 1965年 - 《高壓》（Altissima pressione），導演：恩佐·特拉帕尼（Enzo Trapani）
- 1966年 - 《歐洲歌唱》（Europa canta），導演：何塞·路易斯·美利諾（José Luis Merino）
- 1967年 - 《顛覆者》（I sovversivi），導演：塔維亞尼兄弟（Paolo e Vittorio Taviani）
- 1967年 - 《西方的小麗塔》（Little Rita nel West），導演：費爾迪南多·巴爾迪（Ferdinando Baldi）
- 1967年 - 《黃旗男孩》（I ragazzi di Bandiera Gialla），導演：馬里亞諾·勞倫蒂（Mariano Laurenti）
- 1967年 - 《佛朗哥、適治奧和快樂的寡婦》（Franco, Ciccio e le vedove allegre），導演：馬里諾·治路拉米（Marino Girolami）
- 1967年 - 《當我說愛你》（Quando dico che ti amo），導演：喬治奧·比安奇（Giorgio Bianchi）
- 1968年 - 《這些鬼》（Questi fantasmi），導演：雷納托·卡斯泰拉尼（Renato Castellani）
- 1969年 - 《孽愛》（Amarsi male），導演：費爾南多·迪·里奧（Fernando Di Leo）
- 1972年 - 《守護神》（Il santo patrono），導演：畢托·阿爾貝蒂尼（Bitto Albertini）
- 1973年 - 《染紅的草地》（Il prato macchiato di rosso），導演：里卡爾多·基岸內（Riccardo Ghione）
- 1975年 - 《男爵的瑪祖卡，神聖的無花果》（La mazurka del barone, della santa e del fico fiorone），導演：普皮·阿瓦蒂（Pupi Avati）
- 1979年 - 《香蕉共和國》（Banana republic），導演：奧塔維奧·法布里（Ottavio Fabbri）
- 1982年 - 《撲粉》（Borotalco），導演：卡羅·維爾多內（英语：Carlo Verdone）
- 1987年 - 《皮卡立》（I picari），導演：馬里奧·莫尼切利（Mario Monicelli）
- 1988年 - 《麻雀鼓翼》（Il frullo del passero），導演：詹弗蘭科·敏高治（Gianfranco Mingozzi）
- 1989年 - 《菐馬羅》（Pummarò），導演：米歇爾·普拉西多（Michele Placido）
- 1995年 - 《雲上的日子》（Al di là delle nuvole），導演：米開朗基羅·安東尼奥尼（Michelangelo Antonioni）
- 1996年 - 《通過淨化》（Dalla mondino），導演：路卡·法琴尼（Luca Facchini）與安東尼奧·蒙第諾 （Antonio Mondino）
- 2003年 - 《之前給我的一個吻》（Prima dammi un bacio），導演：安布羅治奧·羅·基烏第舍（Ambrogio Lo Giudice）
- 2006年 - 《吉訶德》（Quijote），導演：米姆·帕拉迪諾（Mimmo Paladino）
- 2008年 - 《阿耳忒彌斯·桑切斯》（Artemisia Sanchez），導演：安布羅治奧·羅·基烏第舍（Ambrogio Lo Giudice）
- 2009年 - 《瑪格麗特酒吧的朋友（義大利語：Gli amici del bar Margherita）》，導演：普皮·阿瓦蒂（義大利語：Pupi Avati）

## 榮譽與獎項

### 專業
- 歌曲
  - 1986年 - 〈卡羅索〉（Caruso）獲坦科盤（Targa Tenco）的詞曲創作評審類獎
  - 2009年 - 〈盧喬的眼睛〉（Gli occhi di Lucio）獲魯尼茲亞獎（Premio Lunezia）的年度歌曲奬
- 配樂
  - 1982年 - 《撲粉》（Borotalco）獲意大利電影金像獎最佳電影配樂獎
  - 1982年 - 《撲粉》（Borotalco）獲銀緞帶獎（Nastro d'argento）最佳音樂獎
  - 1989年 - 《麻雀鼓翼》（Il frullo del passero）獲意大利電影金像獎最佳電影配樂獎
  - 1996年 - 《雲上的日子》（Al di là delle nuvole）獲銀緞帶獎（Nastro d'argento）最佳音樂獎
  - 2004年 - 《之前給我的一個吻》（Prima dammi un bacio）獲銀緞帶獎（Nastro d'argento）最佳音樂獎
- 文化
  - 1999年 - 博洛尼亞大學藝術、音樂和娛樂學科的文學和哲學榮譽博士學位
  - 2002年 - 馬西莫·託諾斯獎（Premio Massimo Troisi）
  - 2004年 - 法拉葛里安尼獎（Premio Faraglioni）文化、藝術和娛樂領域傑出貢獻獎

### 榮譽市民
- - 1997年 - 那不勒斯省索倫托（Sorrento）
  - 1997年 - 福賈省曼弗雷多尼亞（Manfredonia）
  - 2007年 - 福賈省維埃斯特（Vieste）

### 命名
- 1984年 - 聯同弗朗切斯科·德·格雷戈里（Francesco De Gregori）合為小行星6114命名「達拉-德格雷戈里」（Dalla-Degregori）

### 封號
- 1993年 - 利巴雷西·蒙塔萊獎（Premio Librex Montale）授予「音樂詩人」（Poetry for music）封號

### 勳章
- 1986年12月27日 - 因「總理提名（Su proposta della Presidenza del Consiglio dei Ministri）」授予意大利共和國優異勳章（Ordine al Merito della Repubblica Italiana）指揮官級（Commendatore）勳章[28]
- 2003年11月3日 - 因「共和國總統倡議（Di iniziativa del Presidente della Repubblica）」授予意大利共和國優異勳章（Ordine al Merito della Repubblica Italiana）大軍官級（Grande Ufficiale）勳章[29]
- 2011年 - 獲聖馬利諾共和國授予聖阿加莎（Ordine di Sant'Agata）榮譽騎士（onorificenza equestre）勳章